# Bezděkov (Vysočina)
Bezděkov é uma comuna checa localizada na região de Vysočina, distrito de Havlíčkův Brod.